# Фуше-Косова
Клубі Футболлістік «Фуше-Косова» або просто «Фуше-Косова» (алб. Klubi Futbollistik Fushë Kosova; Fushë Kosova — професіональний косовський футбольний клуб з міста Фуше-Косова.

## Досягнення
- Чемпіонат Косова
  -  Чемпіон (1): 1990/91